# Taigà
|  | No s'ha de confondre amb Taigà (Rússia). |

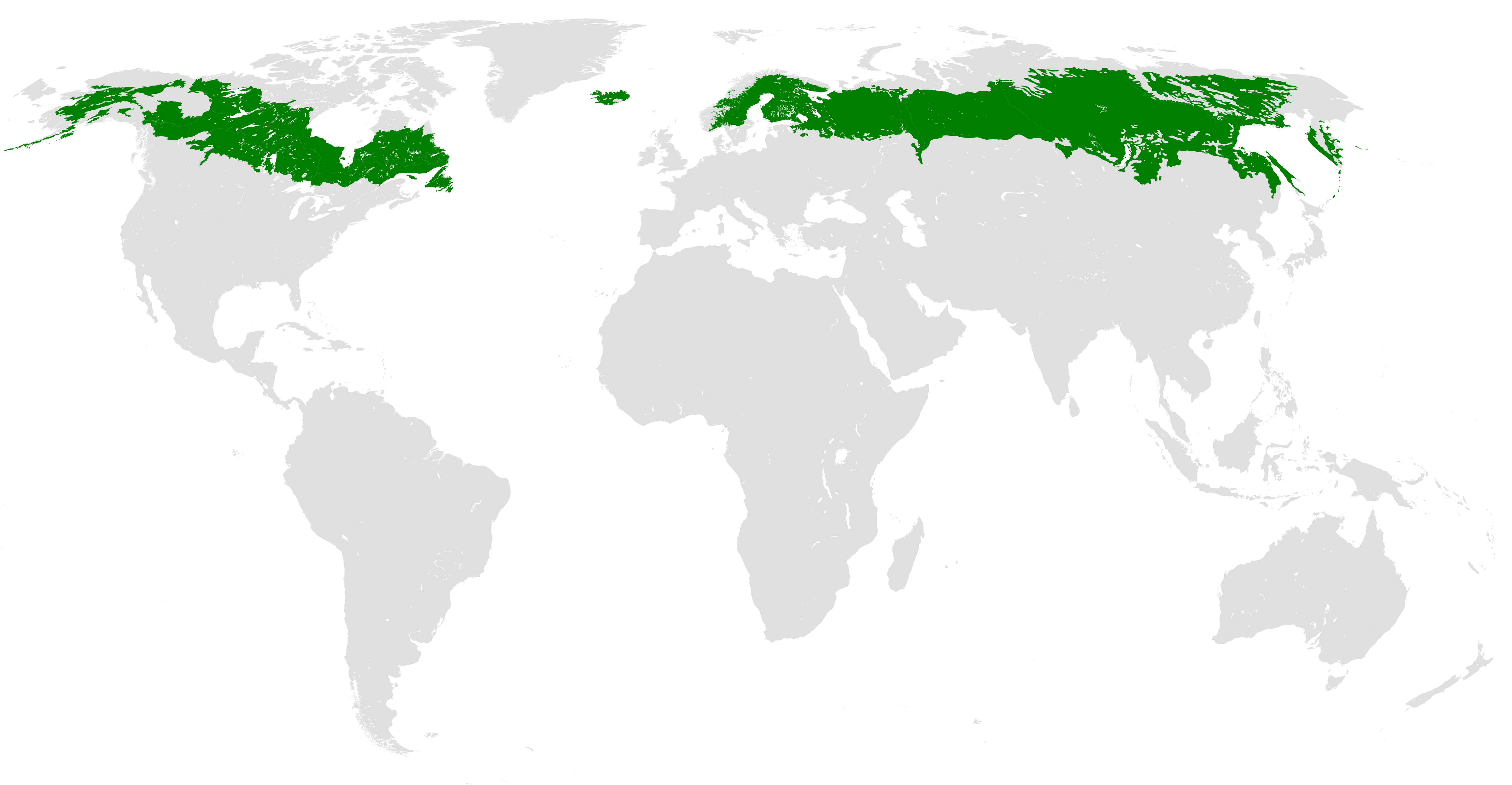
La taigà es troba a l'hemisferi nord, entre la tundra, al nord, i l'estepa, al sud.

La taigà és un bioma caracteritzat principalment per boscos de coníferes en un clima fred. S'estén generalment per sobre dels 60º de latitud nord fins a arribar a la zona de la tundra. Pel sud, limita amb el bosc caducifoli temperat i les estepes.
La paraula taigà és un préstec de l'idioma rus i aquest de les llengües turques.
Es fa servir tant per a Euràsia com per a Amèrica del Nord, que són els únics territoris per on s'estén aquest tipus de vegetació, ja que a l'hemisferi sud les terres emergides no arriben a latituds tan meridionals on es puguin desenvolupar aquests boscos. Bosc boreal de coníferes és un sinònim de taigà.
En els límits amb la tundra els sòls de la taigà són majoritàriament de la classe permagel, els tipus d'arbres que es poden adaptar al fred es limiten a unes quantes espècies de coníferes com pins, avets i alerços. Més al sud, bona part de la taigà està sustentada sobre podzols, terres àcids de color cendrós amb una superfície de matèria orgànica parcialment descomposta, molt rentats i de poca fertilitat. Els boscos són mixtos entre coníferes i espècies de fulla perenne com roures, oms i aurons.
Ocupa grans extensions dels països escandinaus, nord de Rússia (especialment a Sibèria), parts de Mongòlia i del nord de la Xina, Alaska i el Canadà en la seva major part, i l'extrem nord dels Estats Units.

## Clima de la taigà
- Es tracta d'un clima fred, de continental a més o menys oceànic, en què les diferències entre les temperatures mitjanes d'hivern i les d'estiu van des d'uns 20° (Finlàndia) a més de 60 °C (Sibèria oriental).
- A l'hivern, les temperatures mitjanes estan sempre per sota de zero i les glaçades nocturnes continuen durant la primavera. Segueix un curt període de 30 a 45 dies lliure de temperatures negatives i a finals d'estiu ja torna a glaçar. En general, la taigà es fa en zones amb temperatures d'estiu per sobre dels 10 °C.[5]
- La temperatura mitjana anual pot ser encara positiva als llocs relativament temperats, 4 o 5 °C; en general, és negativa, de -5 a -15 °C.
- L'hivern hi és molt fred, però en gran part del bioma en aquesta estació hi neva poc per la presència d'un persistent anticicló. Tot i això, el sòl pot estar cobert de neu durant nou mesos.[6] Això fa també que la humitat ambiental hi sigui baixa i amb poc vent. A causa de l'alta latitud, durant l'època freda, les hores de llum són molt poques.
- A l'estiu (temperatures mitjanes entre 10 i 19 °C) és quan s'hi produeix gairebé tot el creixement vegetal, ajudat pel fet que és quan plou més (la pluviometria anual hi varia generalment entre 200 i 750 litres per metre quadrat) i és major la llargada dels dies.

Com a exemple d'una estació meteorològica representativa de la taigà, la de Kemi a Finlàndia, que es troba en les coordenades 65° 46′ Nord i 24° 34′ Est i a 18 m d'altitud. Font:
| Mesos                  | gen     | feb     | mar     | abr    | mai    | jun    | jul    | ago    | set    | oct    | nov    | des     | any   |
| ---------------------- | ------- | ------- | ------- | ------ | ------ | ------ | ------ | ------ | ------ | ------ | ------ | ------- | ----- |
| Mitjana de les màximes | -8,9°C  | -8,3°C  | -3,3°C  | 2,8°C  | 10,6°C | 16,1°C | 19,4°C | 17,2°C | 11,7°C | 4,4°C  | -1,7°C | -6,1°C  | 4,5°C |
| Mitjana de les mínimes | -15,0°C | -15,6°C | -12,8°C | -6,1°C | 1,7°C  | 7,2°C  | 10,6°C | 8,9°C  | 4,4°C  | -0,6°C | -6,1°C | -12,2°C | -3°C  |
| Pluja                  | 28mm    | 27mm    | 18mm    | 23mm   | 39mm   | 48mm   | 74mm   | 66mm   | 53mm   | 73mm   | 46mm   | 34mm    | 528mm |

## Sòls
En la major part d'aquest bioma, el sòl està perpètuament glaçat (permagel) i només se'n fon la capa superficial, poc més d'un metre, on arrela la vegetació. Els sòls són àcids i pobres en nutrients, no tenen la capa superior rica en matèria orgànica dels sòls d'altres climes. La mineralització de la fullaraca de pícea és lenta a causa de la baixa temperatura ambiental i de la seva pròpia naturalesa química. La pràctica totalitat dels nutrients dels sòl s'acumulen en l'horitzó superior o horitzó A, que només fa 20 cm i és en aquests pocs centímetres on la pícea té les seves arrels, que formen una associació vital amb les micorrizes (fongs simbiòtics). El sòl és prim. Està sotmès a un intens rentatge i amb l'activitat biològica reduïda per l'escassetat de microorganismes i activitat biològica en general. Hi és comuna l'aparició de torberes, sobretot en llocs amb poca infiltració d'aigua i abundant matèria orgànica.

## Flora i vegetació

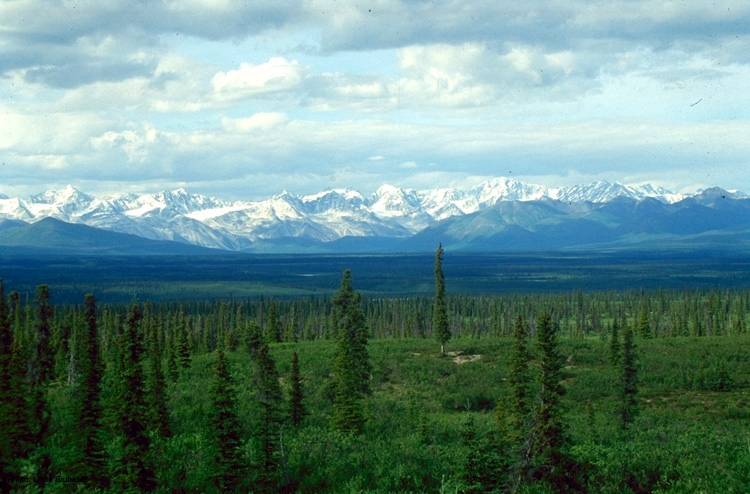
Taigà de Picea a Alaska.

Hi ha dos tipus de taigà: la d'arbredes denses amb molsa al sotabosc i la d'arbredes clares amb líquens. Són poques les espècies capaces d'adaptar-se i sobreviure a la taigà, però les que ho aconsegueixen ocupen gran part del territori i, per tant, la vegetació domina el paisatge. A la taigà, hi creixen principalment coníferes. El pi roig (Pinus sylvestris) hi és representat per una subespècie diferent de la que creix en llocs més meridionals, com Andalusia, i habita en els llocs més secs de la taigà. Diferents espècies d'avets i pícees es troben a Euràsia i Amèrica del Nord, on la flora és més rica perquè després de les glaciacions les plantes no han trobat obstacles geogràfics per expandir-se. Per la seva banda, diverses espècies d'alerços (Larix), de fulla caduca, es fan a les àrees de condicions climàtiques més extremades. Bedolls i trèmols (Populus tremula) també s'hi troben com a part de la successió natural després dels incendis o al costat dels rius. Diferents tipus de molsa recobreixen el sotabosc. Entre els petits arbusts, hi és molt corrent el nabiu Vaccinum myrtillus i altres plantes de la família de les ericàcies. Sovint es formen el que hom anomena "drunken forests", literalment 'boscs beguts', quan la capa de permagel es fon i els arbres, en perdre'n el suport, queden inclinats en diferents direccions.

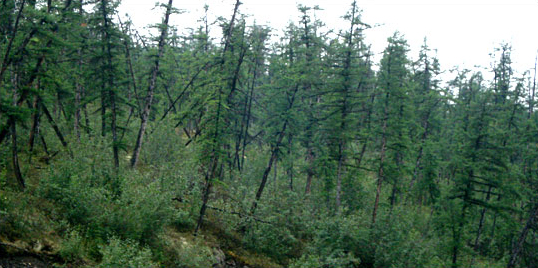
Bosc begut.

## Fauna
Entre els grans mamífers, hi destaca l'os bru o gris. Els rens (caribú a Nord-amèrica) es refugien a la taigà durant l'hivern i mengen brots de coníferes i la seva escorça. L'ant és un gran cèrvid més meridional que els rens. El llop, la guineu i el senglar (de mida més grossa que els que viuen en latituds més meridionals) hi són sempre presents. També hi ha molts petits mamífers i unes 300 espècies d'ocells, dels quals només una trentena hi hivernen.
Són característics de la taigà siberiana, a més de l'ant (Alces alces) i l'ós bru (Ursus arctos), l'esquirol vermell (Scurius vulgaris), l'esquirol siberià (Eutamias sibiricus), la llebre àrtica (Lepus timidus), el linx (Felis lynx), la guineu vermella (Vulpes vulpes), la mostela siberiana (Mustela sibirica) i l'ermini (Mustela erminea). Els ocells comuns de la taigà són el gall d'avellaner (Getrastes bonasia), el gall fer (Tetrao urogallus i T. parvirostris), el mussol gris (Strix nebulosa), el mussol falcó (Surnia ulula) i el mussol boreal (Aegolius funereus), el picot negre (Dryocopus martius).), el gaig siberià (Perisoreus infaustus) i el trencanous (Nucifraga caryocatactes). Més al nord, on el bosc esdevé més característic de la tundra subàrtica, són comunes les espècies d'aus aquàtiques, com ara l'oca negra (Melanitta nigra) i l'oca de cara blanca (Anser fabalis).

## Població humana
El 60% de la població que hi habita per sobre dels 60° de latitud nord és finlandesa. Hi ha uns 10 milions d'habitants a la taigà i la densitat de població no arriba ni a un habitant per quilòmetre quadrat al nord del Canadà.
A la taigà, s'hi poden establir pocs cultius (ordi, patates, cebes, plantes farratgeres i l'agricultura es practica a petita escala. L'explotació forestal demanda actualment poca mà d'obra. Les principals espècies de caça eren el ren i el cérvol, mentre que l'esquirol, la mostela, marta i el castors ho eren per a la pell. La ramaderia de rens de taigà, amb ramats petits i la majoria amb un estil de vida semi-assentat en contrast amb els nòmades de la tundra. La mineria (or i diamants) actualment és important a la Sibèria oriental.